# 中濱裕之
中濱 裕之（なかはま ひろゆき、1978年4月10日 - ）は、福島県郡山市出身の元プロ野球選手（外野手）。

## 経歴
仙台育英学園高等学校在籍時、1995年の第67回選抜大会と第77回全国選手権・1996年夏の第78回全国選手権に出場。1996年度ドラフト会議にて近鉄バファローズから4位指名を受けて入団。
プロ5年目の2001年、二軍での成績は打率.347を記録してウエスタン・リーグ首位打者に。同年、1軍初出場初安打を記録。
2002年オフに小野仁、永池恭男とのトレードで吉川元浩と共に読売ジャイアンツへ移籍。翌2003年、1軍初スタメン出場及び初打点を記録。
2005年オフに戦力外通告を受けた。トライアウトを受けるもオファーがなく、埼玉県のクラブチームである一球幸魂倶楽部に入団。
2006年3月にはクラブチーム選抜メンバー「Clubチャレンジニッポン!」のメンバーに選出される。同年9月からは西多摩倶楽部に在籍。
2007年シーズンからNTTグループ東北マークスに所属し、7月から楽天の主催する野球塾のコーチに就任。第78回都市対抗野球では、所属チームは東北一次予選で敗退したものの、岩手21赤べこ野球軍団に補強されて本大会初出場を果たし、1回戦の対四国銀行戦では4番レフトで先発出場して2安打を放った。この年もプロ復帰を目指して12球団合同トライアウトに参加したが声はかからなかった。
2008年から楽天イーグルスジュニアスクールのコーチに就任し、2015年からは楽天が保有するリトルシニアチーム「東北楽天リトルシニア」の監督となる。就任2年目の2016年には秋季新人東北大会優勝、全国出場に導いた。2021年9月1日からは宮城県仙台市で個別野球スクール「ドリームベースボール」を立ち上げた。

## 人物
現役時代の自身を「生意気な問題児」「失敗者」と振り返り、不遜な態度を取ったり、コーチと衝突することもあったという。改心した転機として2008年の楽天ジュニアスクールコーチ就任を挙げている。中濱は「失敗からいろいろなことを考え、成長できた。僕だから伝えていけることもあると思うんです」「性格はなかなか変えられないですが、考え方は変えられる。僕を慕って来てくれる子どもたちがいる。彼らのことを考えたら、自然とそうなりましたね」と語っている。
子どもの野球指導では『長所を褒める。個々に応じて適切な言葉を選ぶ。時に冗談を言い合う』。この小さな積み重ねを大事にしている。中濱は「どれだけ子どもたちが分かりやすく、理論的に説明できるか。頭ごなしに指示しても子どもたちは理解できない。理解できなければやろうとはしない」「子どもたちは楽しいから野球をやる。それを継続させるためのコーチ。楽しくないと次に進めないですからね」「僕は子どもたちに諦めないで欲しいんです。これから絶対に挫折はある。その時に諦めないでやれる子を育てたい。それは人生もそうですから」と語っている。

## 詳細情報

### 年度別打撃成績
| 年 度     | 球 団     | 試 合 | 打 席 | 打 数 | 得 点 | 安 打 | 二 塁 打 | 三 塁 打 | 本 塁 打 | 塁 打 | 打 点 | 盗 塁 | 盗 塁 死 | 犠 打 | 犠 飛 | 四 球 | 敬 遠 | 死 球 | 三 振 | 併 殺 打 | 打 率 | 出 塁 率 | 長 打 率 | O P S |
| --------- | --------- | ----- | ----- | ----- | ----- | ----- | -------- | -------- | -------- | ----- | ----- | ----- | -------- | ----- | ----- | ----- | ----- | ----- | ----- | -------- | ----- | -------- | -------- | ----- |
| 2001      | 近鉄      | 2     | 3     | 3     | 0     | 1     | 1        | 0        | 0        | 2     | 0     | 0     | 0        | 0     | 0     | 0     | 0     | 0     | 0     | 0        | .333  | .333     | .667     | 1.000 |
| 2003      | 巨人      | 6     | 5     | 5     | 1     | 1     | 0        | 0        | 0        | 1     | 1     | 0     | 0        | 0     | 0     | 0     | 0     | 0     | 4     | 0        | .200  | .200     | .200     | .400  |
| 通算：2年 | 通算：2年 | 8     | 8     | 8     | 1     | 2     | 1        | 0        | 0        | 3     | 1     | 0     | 0        | 0     | 0     | 0     | 0     | 0     | 4     | 0        | .250  | .250     | .375     | .625  |

### 記録
- 初出場：2001年10月2日、対オリックス・ブルーウェーブ27回戦（大阪ドーム）、6回裏に阿部真宏の代打として出場
- 初打席・初安打：同上、6回裏に金田政彦から右中間へ二塁打
- 初打点：2003年4月27日、対横浜ベイスターズ5回戦（横浜スタジアム）、8回表に田﨑昌弘から遊撃適時内野安打
- 初先発出場：2003年4月29日、対阪神タイガース4回戦（阪神甲子園球場）、8番・左翼手として先発出場

### 背番号
- 56（1997年 - 2002年）
- 51（2003年 - 2005年）